# Saugy
Saugy – miejscowość i gmina we Francji, w Regionie Centralnym, w departamencie Cher.
Według danych na rok 1990 gminę zamieszkiwało 69 osób, a gęstość zaludnienia wynosiła 7 osób/km² (wśród 1842 gmin Regionu Centralnego Saugy plasuje się na 1057. miejscu pod względem liczby ludności, natomiast pod względem powierzchni na miejscu 1154.).